# Kusmara
Kusmara är en ort i Indien.   Den ligger i distriktet Mainpuri och delstaten Uttar Pradesh, i den centrala delen av landet, 270 km sydost om huvudstaden New Delhi. Kusmara ligger 152 meter över havet och antalet invånare är 9 091.
Terrängen runt Kusmara är mycket platt. Runt Kusmara är det tätbefolkat, med 683 invånare per kvadratkilometer. Närmaste större samhälle är Sabalpur, 15,2 km nordost om Kusmara. Trakten runt Kusmara består till största delen av jordbruksmark.